# NamNamBulu
NamNamBulu est un groupe allemand de synthpop basé à Francfort, originaire de Zurich, en Suisse. 

## Histoire
NamNamBulu est formé en janvier 2002 à Zurich, en Suisse, par Vasi Vallis, d'origine grecque, et Henrik Iversen, d'origine norvégienne. À cette période, Vallis joue du synthétiseur et compose la musique. Iversen écrit les paroles qu'il chante. Le nom du groupe est choisi sans signification plus profonde, mais dans le but d'éviter d'être clairement associé à un style musical.
Au cours des premières années, le duo apparait comme première partie d'artistes bien connus de la synthpop et de la futurepop et sort rapidement une série de singles et d'EP via Beepeem Music, une société d'auto-édition de NamNamBulu. Le single Memories connaît un succès particulier, dont une version club figurait pendant plusieurs semaines dans la liste des Deutsche Alternative Charts (DAC) choisie par les DJ et est présentée sur diverses compilations de la scène dark. Le single à succès est suivi par l'album Distances, premier album du label Infacted Recordings, alors nouvellement fondé. La première édition de l'album s'épuise rapidement. Les éditions suivantes sont également rapidement épuisées. Distances est également très apprécié dans les critiques, « puisque chaque chanson est un petit futur chef-d'œuvre pop en soi ». Malgré le succès, NamNamBulu se sépare en 2005 à la demande d'Iversen. Vallis déménage à Francfort et y forme Frozen Plasma tandis qu'Iversen se retirait du secteur de la musique. Ce n'est qu'après l'anniversaire du groupe en 2012 que le duo se réunit en 2013 avec des performances isolées et des nouveautés sporadiques. Le duo écrit ensuite sa propre partie de la musique séparément et échange des informations principalement en ligne.

## Style musical
Le style musical joué par NamNamBulu correspond à la futurepop et synthpop. Le groupe est reçu comme la réponse suisse à VNV Nation et comparé à Assemblage 23 et Camouflage. La futurepop onirique, sombre et puissamment fraîche ne peut pas être rejetée comme une simple copie, mais doit être considérée comme « une entité solide et indépendante avec une bonne part de charisme ». Comme c'est coutumier dans le genre, le duo combine les mélodies « accrocheuses » de la synthpop des années 1980 avec des rythmes modernes de trance et de house. Le style musical de NamNamBulu évolue « entre des sons electro soft, futurepop et synthpop » associée à la voix « non déformée et cristalline » d'Iversen, ce qui donne au groupe une indépendance supplémentaire « avec un timbre inhabituel » dans la voix. Le chant, salué comme « beau et passionné », ainsi que le côté dansant et accrocheur sont des caractéristiques importantes du duo.

## Discographie

### Albums studio
- 2003 : Distances (Infacted Recordings)
- 2017 : Borders (Infacted Recordings)
- 2017 : The Instrumentals (téléchargement)

### Singles et EP
- 2002 : Blind? (Beepeem Music, 2005 : Infacted Recordings)
- 2003 : Sacrifice (split-single avec Lights of Euphoria, Infacted Recordings)
- 2003 : Memories - Limited Club Single (Beepeem Music, 2020 : Infacted Recordings)
- 2004 : Expansion (Infacted Recordings)
- 2005 : Alone (Infacted Recordings)
- 2014 : Sorry (Infacted Recordings)

### Compilation
- 2018 : Remind (Infacted Recordings)